# Rhodotus palmatus
Rhodotus là một chi trong họ nấm Physalacriaceae. Đây là một chi đơn loài và bao gồm một loài nấm duy nhất là Rhodotus palmatus, tên tiếng Anh của loài này là netted rhodotus, rosy veincap, và wrinkled peach. Loài nấm này không phổ biến, phạm vi phân bố của chúng là ở vùng miền đông Bắc Mỹ, Bắc Phi, châu Âu, và châu Á; quần thể đang suy giảm ở châu Âu dẫn đến việc đưa loài nấm này vào sách đỏ loài bị đe doạ.